# Lani (Volk)

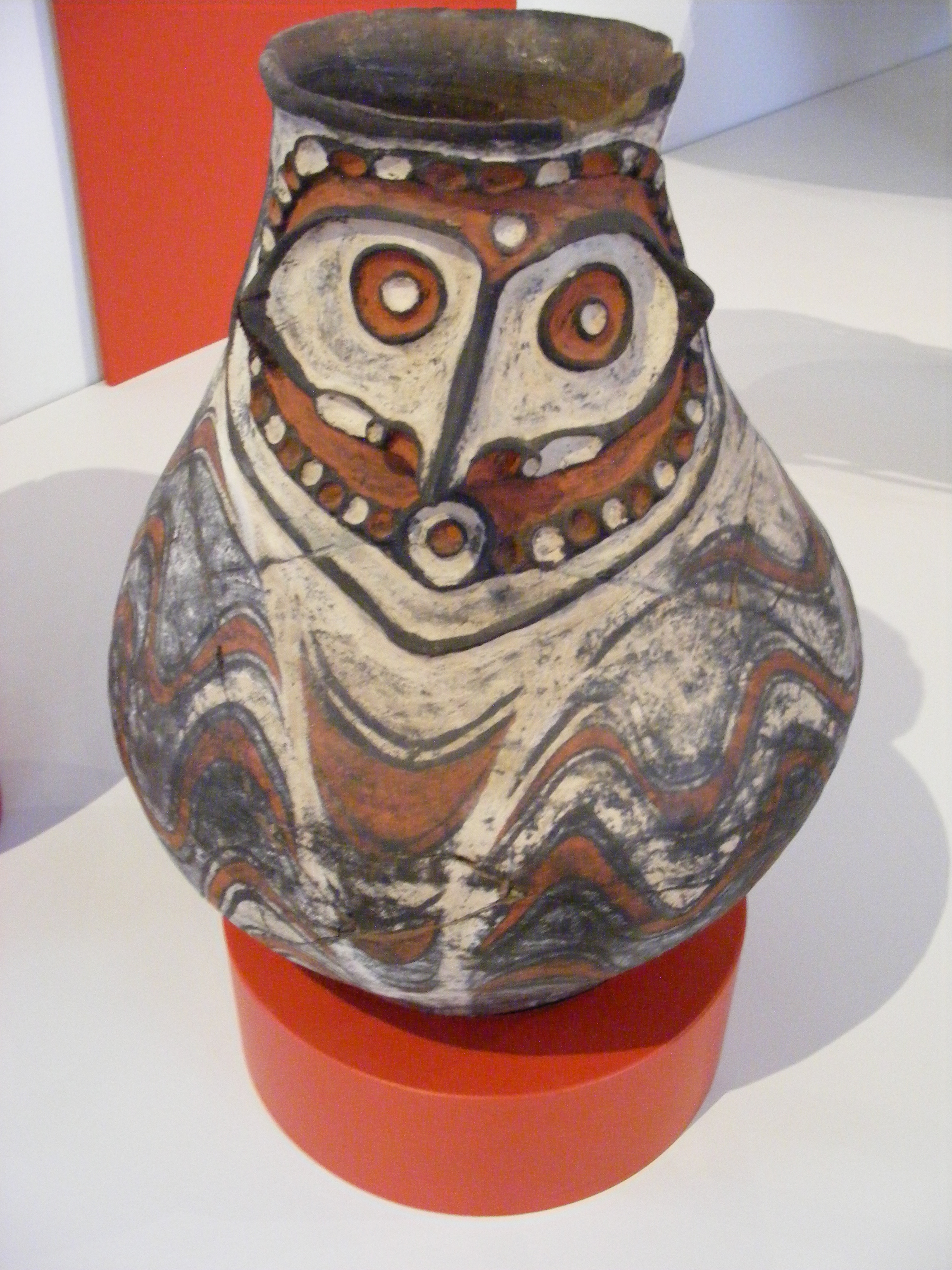
Gefäß der Lani

Die Lani sind ein Volksstamm in Papua Pegunungan, Indonesien.
Sie leben vornehmlich in den Bergen südöstlich von Wamena. Die Population der Lani wurde 1980 auf etwa 200.000 Stammesangehörige geschätzt. Bekanntere Ortschaften innerhalb ihres Siedlungsgebietes sind Wenam und Ragayam, die oberhalb des Flusses Mulik liegen. Von diesen Städten aus sieht man gut in die Memberamo-Berge. In Wurigelebu haben Missionare eine Schule erbaut. Im Rahmen der Christianisierung kam eine Kirche hinzu.
Zudem siedeln Lani vereinzelt in einem kleinen Gebietsteil des Baliem-Tals, umgeben vom bis auf 4500 m reichenden Hochgebirgsland Papuas. Nachbarn der Lani sind die Dani und Yali. Im Gegensatz zu den Stammesgebieten vieler anderer papuanischen Ethnien, wie den Korowai, ist nach Entdeckung des Baliem-Tals im Jahre 1938 und der Schaffung eines Flugplatzes in Wamena, das Siedlungsgebiet der Lani heute erreichbar und wird touristisch erschlossen.
Die Lebensweise der Lani ist bis heute in althergebrachten Traditionen verhaftet. Ein Großteil der Menschen lebt noch in den traditionellen Hütten, die Honai genannt werden. Lani-Männer tragen – wie beispielsweise auch die Dani – sogenannte kotekas, die hier besonders groß sind und beiläufig als Stauraum für Tabak und andere Wertsachen herhalten. Gelegentlich tragen sie schwarz eingefärbte Haarnetze. Oft sind sie zudem reichhaltig verziert mit angesteckten Vogelfedern, insbesondere der Paradiesvögel. Die Lani-Frauen kleiden sich in knielange Schilfgrasröcke. Über den Rücken binden sie sich stets Sammeltaschen.